# Березин, Александр Игоревич
Алекса́ндр И́горевич Бере́зин (род. 30 марта 1958, Челябинск, Россия) — заслуженный артист Российской Федерации (2005), актёр (с февраля 1976) и директор (с 1993) театра «Манекен» (Челябинск). Выпускник ЧПИ, после окончания вуза работал преподавателем. Кандидат технических наук (1980).